# Marco Cremosano
Marco Cremosano (Milano, 13 aprile 1611 – Milano, 4 dicembre 1704) è stato uno storico italiano.
È celebre anche come araldista per aver raccolto oltre 8000 stemmi di area milanese.

## Biografia
Regio coadiutore del notaio Camerale nel Magistrato Ordinario, fu un celebre araldista e storico milanese. 
Scrisse le Memorie storiche milanesi di Marco Cremosano dall'anno 1642 al 1691, ma è noto soprattutto per aver composto il monumentale manoscritto intitolato Gallerie d'imprese, arme ed insegne de varii Regni, Ducati, Provincie e Città, e terre dello Stato di Milano et anco di diverse famiglie d'Italia con l'ordine delle corone, cimieri, et altri ornamenti spettanti ad esse et il significato de' colori, et altre particolarità, chè a dette arme s'appartengono, contenente oltre 8200 stemmi a colori di area principalmente lombarda, pubblicato anastaticamente nel 1997 col titolo di Lo Stemmario di Marco Cremosano, a cura di Andrea Borella, che fornisce anche numerose notizie sulla vita e le opere del Cremosano.